# The Greatest Hits (álbum de Cher)
The Greatest Hits —en español: Los grandes éxitos— es un álbum recopilatorio de la artista estadounidense Cher. 

## Información general
La producción fue lanzada un año después del exitoso álbum Believe, y salió al mercado en el marco de la gira de la artista, Do You Believe? Tour. Fue comercializada para el mundo, a excepción de Norteamérica, que tuvo su propia versión: If I Could Turn Back Time: Cher's Greatest Hits. Cuenta con 17 canciones extraídas de algunos de sus álbumes, así como dos temas de Sonny & Cher.
The Greatest Hits tuvo un éxito sobrecogedor alrededor del mundo, ingresando a diversos listados de popularidad en Europa y Oceanía, y logrando certificaciones de oro y platino en más de 13 naciones. A la fecha, el recopilatorio ha vendido más de 5 millones de copias.

## Lista de canciones
| N.º | Título                                                        | Escritor(es)                                                                           | Duración |  |
| 1.  | «Believe»                                                     | Brian Higgins, Stuart McLennen, Paul Barry, Steven Torch, Matthew Gray, Timothy Powell | 4:00     |  |
| 2.  | «The Shoop Shoop Song (It's in His Kiss)»                     | Rudy Clark                                                                             | 2:53     |  |
| 3.  | «If I Could Turn Back Time»                                   | Diane Warren                                                                           | 4:03     |  |
| 4.  | «Heart of Stone»                                              | Andy Hill, Pete Sinfield                                                               | 4:20     |  |
| 5.  | «Love and Understanding»                                      | Warren                                                                                 | 4:44     |  |
| 6.  | «Love Hurts»                                                  | Boudleaux Bryant                                                                       | 4:18     |  |
| 7.  | «Just Like Jesse James»                                       | Desmond Child, Warren                                                                  | 4:07     |  |
| 8.  | «I Found Someone»                                             | Michael Bolton, Mark Mangold                                                           | 3:46     |  |
| 9.  | «One by One»                                                  | Anthony Griffiths                                                                      | 5:04     |  |
| 10. | «Strong Enough»                                               | Mark Taylor, Paul Barry                                                                | 3:43     |  |
| 11. | «All or Nothing»                                              | Taylor, Barry                                                                          | 4:00     |  |
| 12. | «Walking in Memphis»                                          | Marc Cohn                                                                              | 3:59     |  |
| 13. | «Love Can Build a Bridge» (con Chrissie Hynde y Neneh Cherry) | John Barlow Jarvis, Naomi Judd, Paul Overstreet                                        | 4:16     |  |
| 14. | «All I Really Want to Do»                                     | Bob Dylan                                                                              | 2:58     |  |
| 15. | «Bang Bang (My Baby Shot Me Down)»                            | Sonny Bono                                                                             | 3:54     |  |
| 16. | «Gypsys, Tramps & Thieves»                                    | Bob Stone                                                                              | 2:38     |  |
| 17. | «The Beat Goes On» (Sonny & Cher)                             | Bono                                                                                   | 3:29     |  |
| 18. | «I Got You Babe» (Sonny & Cher)                               | Bono                                                                                   | 3:09     |  |
| 19. | «Dov'è l'amore» (Emilio Estefan Jnr. Mix)                     | Taylor, Barry                                                                          | 3:44     |  |

## Posicionamiento en listas

### Semanales
| Alemania          | Media Control Charts              | 1  |
| Australia         | ARIA Charts                       | 5  |
| Austria           | Ö3 Austria Top 40                 | 1  |
| Bélgica (Flandes) | Ultratop 50                       | 6  |
| Bélgica (Valonia) | Ultratop 50                       | 7  |
| Dinamarca         | Tracklisten                       | 1  |
| España            | PROMUSICAE                        | 5  |
| Finlandia         | Yleisradio                        | 6  |
| Hungría           | Mahasz                            | 6  |
| Irlanda           | IRMA                              | 7  |
| Italia            | FIMI                              | 8  |
| Nueva Zelanda     | RIANZ                             | 15 |
| Países Bajos      | MegaCharts                        | 2  |
| Portugal          | Associação Fonográfica Portuguesa | 3  |
| Reino Unido       | The Official Charts Company       | 7  |
| Suiza             | Hit Parade                        | 2  |
| Suecia            | Sverigetopplistan                 | 3  |
| Unión Europea     | European Top 100 Albums           | 1  |

### Anuales
| País              | Lista             | Mejor posición |      |      |      |      |      |
| 1999              | 1999              | 1999           | 1999 | 1999 | 1999 | 1999 | 1999 |
| ----------------- | ----------------- | -------------- | ---- | ---- | ---- | ---- | ---- |
| Australia         | ARIA Charts       | 56             |      |      |      |      |      |
| Austria           | Ö3 Austria Top 40 | 50             |      |      |      |      |      |
| Bélgica (Valonia) | Ultratop 50       | 75             |      |      |      |      |      |
| Dinamarca         | Tracklisten       | 19             |      |      |      |      |      |
| Italia            | FIMI              | 52             |      |      |      |      |      |
| Países Bajos      | MegaCharts        | 58             |      |      |      |      |      |
| 2000              |                   |                |      |      |      |      |      |
| Australia         | ARIA Charts       | 37             |      |      |      |      |      |
| Dinamarca         | Tracklisten       | 38             |      |      |      |      |      |
| Países Bajos      | MegaCharts        | 80             |      |      |      |      |      |
| Suiza             | Hit Parade        | 58             |      |      |      |      |      |

## Certificaciones
| País          | Organismo certificador | Certificación | Simbolización | Ventas certificadas |
| ------------- | ---------------------- | ------------- | ------------- | ------------------- |
| Alemania      | BVMI                   | Platino       | ▲             | 300 000             |
| Argentina     | CAPIF                  | Oro           | ●             | 30 000              |
| Australia     | ARIA                   | 3× Platino    | 3▲            | 210 000             |
| Austria       | IFPI — Austria         | Platino       | ▲             | 50 000              |
| Finlandia     | Musiikkituottajat      | Oro           | ●             | 37 032              |
| Francia       | SNEP                   | Oro           | ●             | 100 000             |
| Hungría       | Mahasz                 | Oro           | ●             | —                   |
| Nueva Zelanda | RIANZ                  | Platino       | ▲             | 15 000              |
| Países Bajos  | NVPI[cita requerida]   | Platino       | ▲             | 100 000             |
| Reino Unido   | BPI                    | 2× Platino    | 2▲            | 600 000             |
| Suecia        | GLF                    | 2× Platino    | 2▲            | 160 000             |
| Suiza         | IFPI - Suiza           | Platino       | ▲             | 50 000              |
| Europa        | IFPI                   | 2× Platino    | 2▲            | 2 000 000           |